# Cultura Livre (livro)

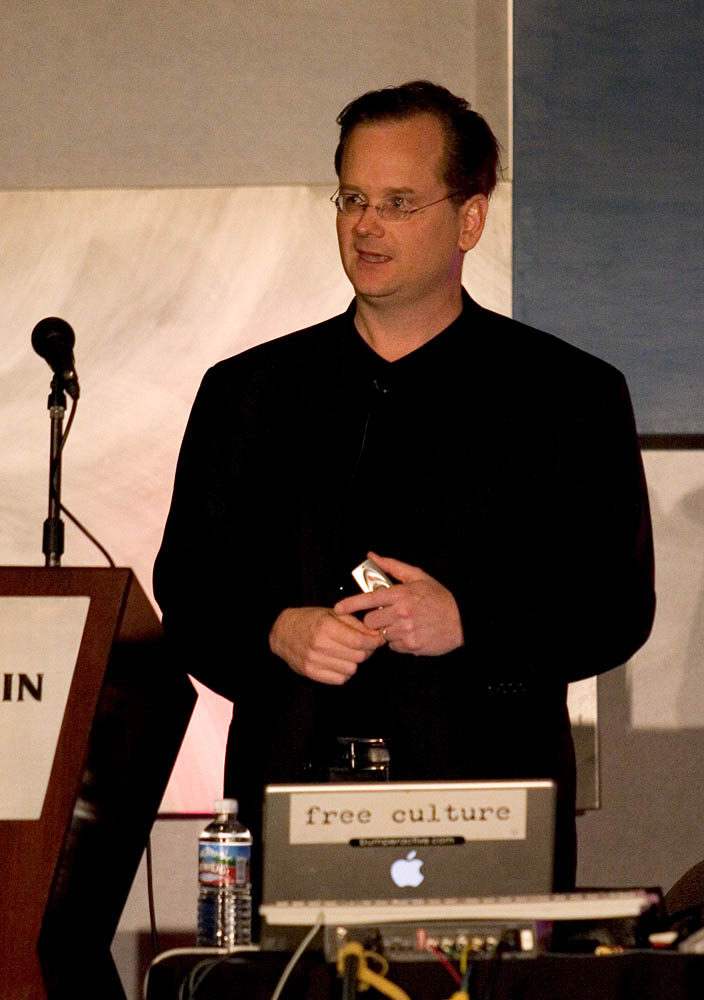
O professor de Direito Lawrence Lessig.

Cultura Livre: Como a Grande Mídia Usa a Tecnologia e a Lei Para Bloquear a Cultura e Controlar a Criatividade  (Free Culture: How Big Media Uses Technology and the Law to Lock Down Culture and Control Creativity no original) é um livro do professor de direito Lawrence Lessig que foi liberado na Internet sob a licença Creative Commons Atribuição, Não-comercial (by-nc 1.0) em 25 de março de 2004.
Cultura Livre é uma defesa de um novo conceito de cultura, segundo o autor, nascido com a era digital. Este conceito prega que todo conhecimento deve ser livre, ou pelo menos, restrito ao mínimo possível, de forma a possibilitar seu compartilhamento, distribuição, cópia e uso sem que isso afete a propriedade intelectual subjacente aos bens culturais.
Tal conceito de cultura encontra paralelos em diversos movimentos existentes hoje, dentre os quais podemos citar o Software Livre.
O livro é composto por quatorze capítulos e um epílogo. Seus principais eixos são: as atuais leis de copyright , a pirataria tecnológica e cultural e o copyleft.
Este livro documenta como o copyright aumentou substancialmente desde 1974 em cinco dimensões críticas:
- duração (a partir de 32 a 95 anos);
- escopo (de editoras para praticamente todo mundo);
- alcance (para cada exibição em um computador);
- controle (incluindo "trabalhos derivados" tão amplamente definidos praticamente como qualquer novo conteúdo que poderia ser processado pelo titular do copyright), e concentração e integração da indústria da mídia.

## O livro
Cultura livre é um texto de convencimento. Sua estrutura foi criada de modo a montar um quadro sobre a relação do direito norte-americano com o conceito de propriedade e como ele se aplica aos bens culturais.
O autor descreve o processo histórico através do qual inúmeros criadores já foram, uma vez, chamados de "piratas". Neste contexto o autor explica o meio pelo qual as inovações tecnológicas impõem-se ao mundo e pervertem sua organização tradicional.
O autor analisa a condição peculiar das redes p2p e o modo como elas transformaram radicalmente a relação entre a sociedade e a cultura. Aqui Lessig descreve a maior das ameaças à liberdade cultural, pelo fato de que os grandes provedores de conteúdo ainda promovem uma "guerra do copyright", que, segundo o autor, trará grandes prejuízos a distribuição de cultura.
A ideia principal de Lessig, presidente da organização sem fins lucrativos Creative Commons é apresentar uma alternativa social democrata que pode fornecer o maior consenso possível, liderado pelo copyleft e de frente para a pirataria digital que surgem como modo de confronto contra o copyright, segundo ele, um modelo arcaico, injusto e restritiva paro uma nova sociedade apoiada pela Internet e pela novas tecnologias do que vem ser chamado de revolução cibernética.
O autor adverte que o excesso de regulamentação corrompe os cidadãos ao extrair deles o sentido de comunidade, o que faz espaços como a Wikipédia possíveis, e apresenta como uma das soluções disponíveis sua proposta - já bastante disseminada - de licenciamento colaborativo, as Licenças Creative Commons.
| “ | [A] doutrina não tem lugar no mundo moderno. O ar é uma via pública, como o Congresso declarou. Se não fosse assim, todo vôo transcontinental sujeitaria o operador a infinitos processos por invasão. O bom senso se revolta com a idéia. Reconhecer tais reivindicações privadas do espaço aéreo obstruiria essas vias, interferiria seriamente no seu controle e desenvolvimento para o interesse público e transferiria para a propriedade privada aquilo que só o público tem direito justo. | ” |

Com base em exemplos de diferentes domínios da produção cultural, Lessig analisa como, ao longo do século XX, a sociedade tem perdido os bens comuns culturais em favor de uma extensão dos direitos autorais por empresas privadas.

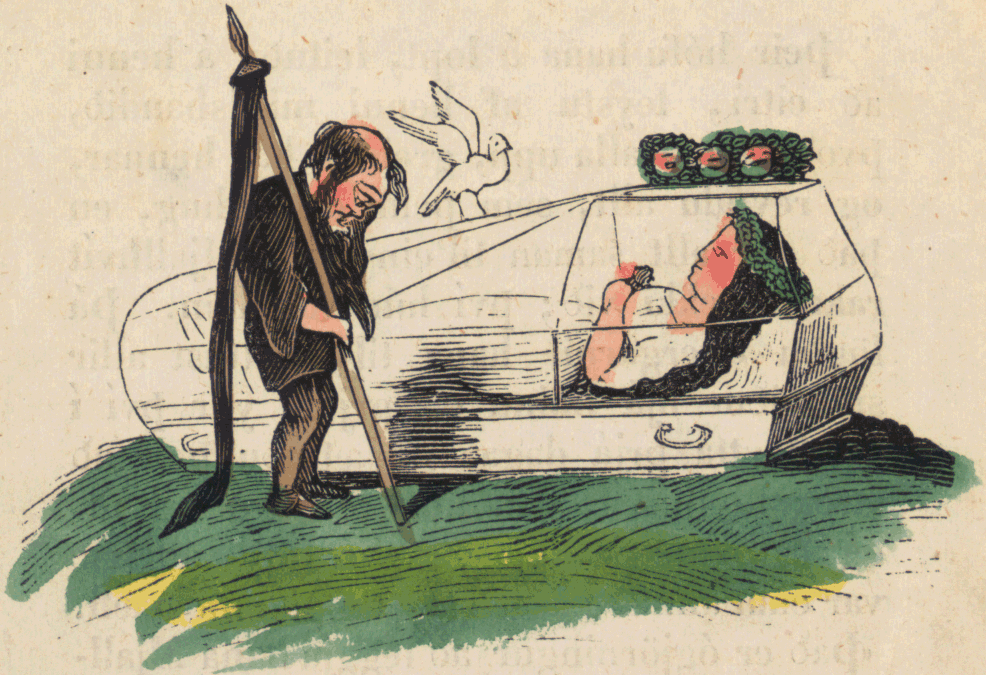
Gravura de uma edição do século XIX da Branca de Neve

Símbolo usado para criticar a Walt Disney e sua ações para conseguir aumentar o tempo do copyright

Um exemplo paradigmático é a Walt Disney Company: grande parte de seus filmes mais conhecidos são baseados em contos populares que até então estavam em domínio público, incluindo a Branca de Neve. No entanto, a empresa conseguiu que o Congresso dos Estados Unidos aumentasse o tempo do copyright para 95 anos.
| “ | Jamais houve em nossa história um período em que tanto da nossa “cultura” teve um “dono” como atualmente. E nunca antes houve um período quando a concentração de poder para controlar os usos da cultura foi tão inquestionavelmente aceita como o é atualmente. | ” |

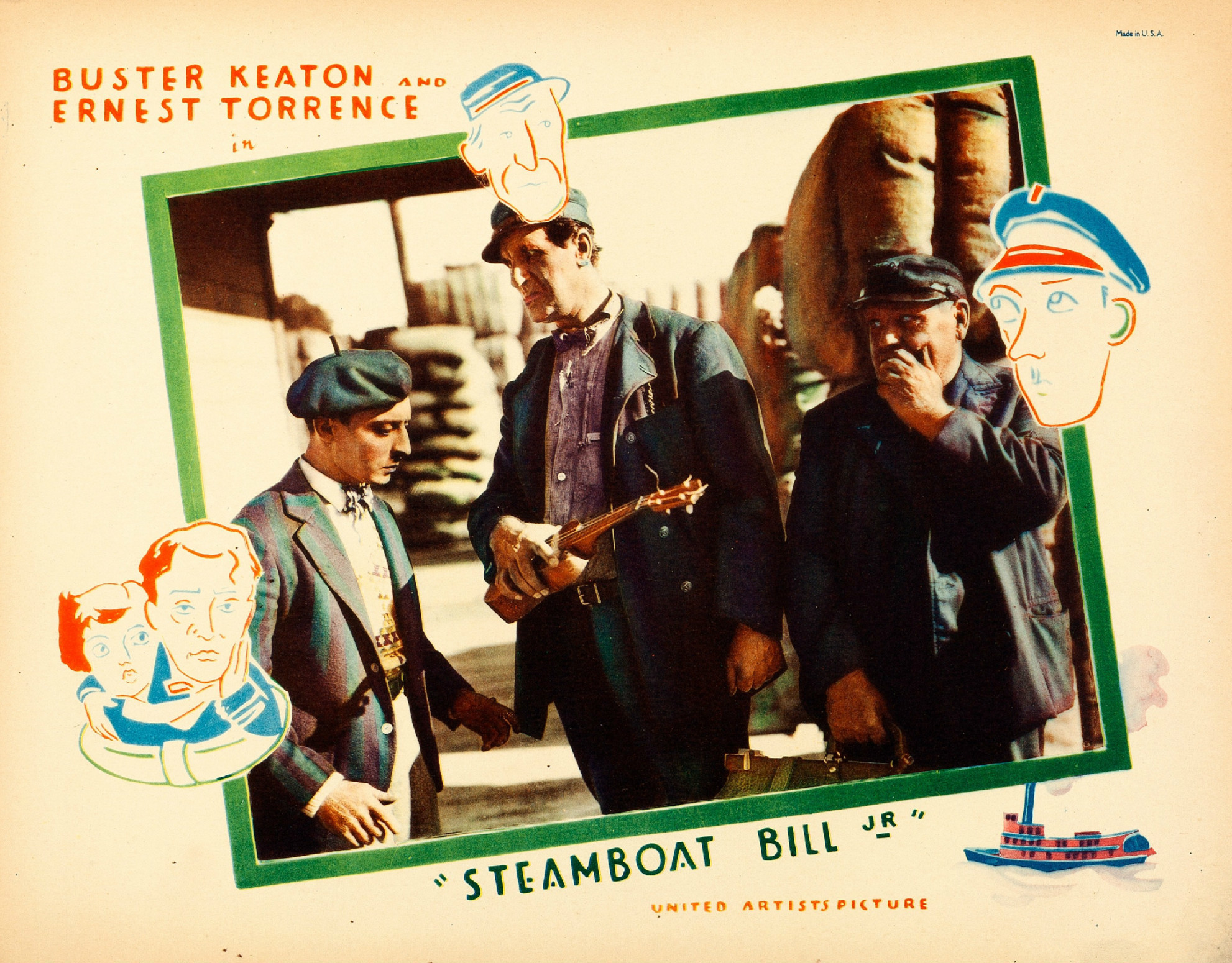
Lobby card do filme Steamboat Bill Jr.. de 1928, estrelado por Buster Keaton, o filme foi parodiado em Steamboat Willie, lançado no mesmo ano

Lessig também mostra que a empresa usou o recurso da paródia no curta Steamboat Willie, inspirado no filme Steamboat Bill, Jr. e como o o mercado japonês de quadrinhos faz vista grossa com obras derivas em dōjinshis (fanzines).
| “ | Considere, por exemplo, uma forma de criatividade que parece estranha para muitos americanos mais que é inevitável na cultura japonesa: mangá, ou quadrinhos. Os japoneses são fanáticos por quadrinhos. Por volta de 40% de todas as publicações japonesas são quadrinhos, e 30% da renda com publicações veem dos quadrinhos. Eles estão em todos os lugares da sociedade japonesa, em todas as bancas de jornal, e carregadas pela imensa proporção de todos que usam o extraordinário sistema de transporte público no Japão | ” |

| “ | O fator mais perturbador no mercado do dōjinshi — para aqueles que estudam a lei, ao menos — é o fato de que ele é autorizado a existir. Segundo a lei de copyright japonesa, que nesse sentido (ao menos no papel) copia a lei americana, o mercado do dōjinshi é ilegal. Dōjinshi são certamente “obras derivativas”. Não existe a prática dos autores de dōjinshi em pedir uma autorização legal dos autores de manga. De fato, a prática é simplesmente pegar e modificar as criações de outros, como Walt Disney fez com Steamboat Bill, Jr. Seja na lei japonesa ou americana, essa “apropriação” sem consentimento de trabalho com copyright sem autorização prévia do autor é ilegal. É uma violação de copyright fazer uma cópia ou obra derivada sem permissão do dono do trabalho sob copyright. | ” |

Para evitar problemas legais, foi criada em 2013, a "dōjin mark" (同人マーク), uma licença de autorização de dōjinshis inspirada nas licenças Creative Commons, o primeiro autor a adotar a licença foi Ken Akamatsu no mangá UQ Holder!, lançado em agosto de 2013 na revista Weekly Shōnen Magazine. Akamatsu é conhecido por produzir dōjinshis.